# Parlamento delle Isole Baleari
Il Parlamento delle Isole Baleari (in spagnolo: Parlamento de las Islas Baleares ed in catalano: Parlament de les Illes Balears) è la principale istituzione amministrativa regionale della comunità autonoma delle Isole Baleari. Rappresenta il popolo delle Isole Baleari, approva i bilanci, esercita il controllo del governo ed elegge il presidente delle Isole Baleari.
La sua sede si trova in Calle Conquistador a Palma di Maiorca, nell'edificio del vecchio Círculo Mallorquín.

## Storia
L'antecedente dell'attuale Parlamento si trova nel Grand i General Consell del Regno di Maiorca, sebbene non avesse il rango di Cortes con gli stessi poteri.
Il Parlamento delle Baleari è stato istituito con l'approvazione dello Statuto di autonomia nel 1983.

## Posizione statutaria

### Assegnazione dei seggi
Ai sensi dell'articolo 12 del titolo IV della Legge 8/1986, del 26 novembre, elezioni della Comunità autonoma delle Isole Baleari, il Parlamento delle Isole Baleari è composto da 59 deputati, eletti nei quattro collegi elettorali dell'isola. Le attribuzioni dei seggi nei diversi collegi elettorali insulari sono le seguenti:
- Isola di Formentera: 1 deputato
- Isola di Ibiza: 12 deputati
- Isola di Maiorca: 33 deputati
- Isola di Minorca: 13 deputati

## Funzioni del Parlamento
Secondo gli articoli 40, 45, 46, 50 e 51 dello Statuto di autonomia delle Isole Baleari, le funzioni del Parlamento delle Isole Baleari sono le seguenti:
- Approvare i budget della Comunità autonoma.
- Controllare l'azione del Governo delle Baleari.
- Stabilire il suo regolamento.
- Scegliere una Deputazione permanente, in cui siano rappresentati tutti i gruppi parlamentari, in proporzione alla loro rispettiva importanza numerica.
- Creare l'istituzione del Mediatore delle Isole Baleari per la difesa delle libertà e dei diritti fondamentali dei cittadini, nonché per supervisionare e investigare sulle attività dell'Amministrazione della Comunità autonoma delle Isole Baleari. Il Mediatore sarà eletto dal Parlamento, a maggioranza favorevole dei tre quinti dei deputati alla Camera.
- Designare, in applicazione del criterio della rappresentanza proporzionale, il senatore o i senatori che devono rappresentare la Comunità autonoma delle Isole Baleari al Senato, in conformità con le disposizioni dell'articolo 69.5 della Costituzione.
- Presentare proposte di legge al tavolo del Congresso dei deputati e nominare un massimo di tre delegati incaricati di rappresentarle, in conformità con le disposizioni dell'articolo 87.2 della Costituzione.
- Presentare l'appello di incostituzionale dinanzi al Tribunale costituzionale nei casi previsti dalla normativa vigente.
- Stabilire le disposizioni politiche, sociali ed economiche che, conformemente alle disposizioni della sezione 2 dell'articolo 131 della Costituzione, devono essere adottate per la preparazione di progetti di pianificazione.
- Approvare e decidere trasferimenti o deleghe di poteri a favore dei Consigli insulari e di altri enti locali della Comunità autonoma.
- Esaminare e approvare i conti della Comunità autonoma, fatto salvo il controllo che può corrispondere ad altre organizzazioni dello Stato o della Comunità autonoma.
- Esercitare qualsiasi altro potere attribuitogli dal presente Statuto, dalle leggi dello Stato e da quelle del Parlamento stesso.